# Parque nacional Zion
El Parque Nacional Zion (en inglés: Zion National Park) es un parque nacional de los Estados Unidos localizado en el estado de Utah, cerca de la localidad de Springdale. El área total comprende 593,26 km². La principal atracción del parque es el cañón Zion, una hendidura de 24 kilómetros de longitud y hasta 800 metros de profundidad excavada por el brazo norte del río Virgen sobre terrenos de arenisca roja. Otros puntos de interés son el Gran Trono Blanco, los estrechos del Río Virgen y el arco Kolob. En el área de los cañones Zion y Kolob se encuentran nueve formaciones geológicas con una edad datada de 150 millones de años, provenientes de sedimentaciones ocurridas durante la Era Mesozoica. Durante todo ese tiempo, la región ha estado cubierta por pantanos, riachuelos, estanques, lagos, vastos desiertos y lechos secos. Las elevaciones provocadas por la placa del Colorado elevaron la región unos 3.000 m hace 13 millones de años.
Los primeros humanos llegaron a la zona hace 8000 años. Eran pequeños grupos familiares de amerindios que se asentaron en la región como por ejemplo los tejedores de cestas anasazi que llegaron en el 300 de nuestra era. Los hábitos cada vez menos nómadas impulsaron a este pueblo a trasladarse a lo que actualmente se conoce como Virgin Anasazi en el 500 después de Cristo. Otro grupo, los Parowan Fremont también habitaron el área. Alrededor del siglo XIV se produjo la misteriosa desaparición de ambos grupos, llegando a la zona los Parrusits y otras tribus del sur. El cañón fue descubierto por los mormones en 1850, habitándolo dos años más tarde. En 1909 se creó el Monumento Nacional Mukuntuweap, destinado a la protección del cañón. En 1919 se decidió ampliar la protección creándose así el parque nacional Zion. Zion significa en antiguo hebreo lugar de refugio o santuario. La sección Kolob se proclamó Monumento Nacional Zion en 1937 pero se unió al parque en 1956.
Está localizado en la unión de la placa del Colorado, la Gran Cuenca y el desierto de Mojave. La geografía única y la variedad de ecosistemas permiten la existencia de una importante diversidad de flora y fauna. Se contabilizan 289 especies de aves, 75 de mamíferos (incluyendo 19 especies de murciélagos), 32 especies de reptiles así como un gran número de plantas. La biodiversidad se distribuye a través de cuatro zonas: desierto, riberas, bosques y bosques de coníferas. Entre la fauna aparecen el puma, los ciervos, las águilas, el Cóndor de California y las cabras montesas.

## Geografía

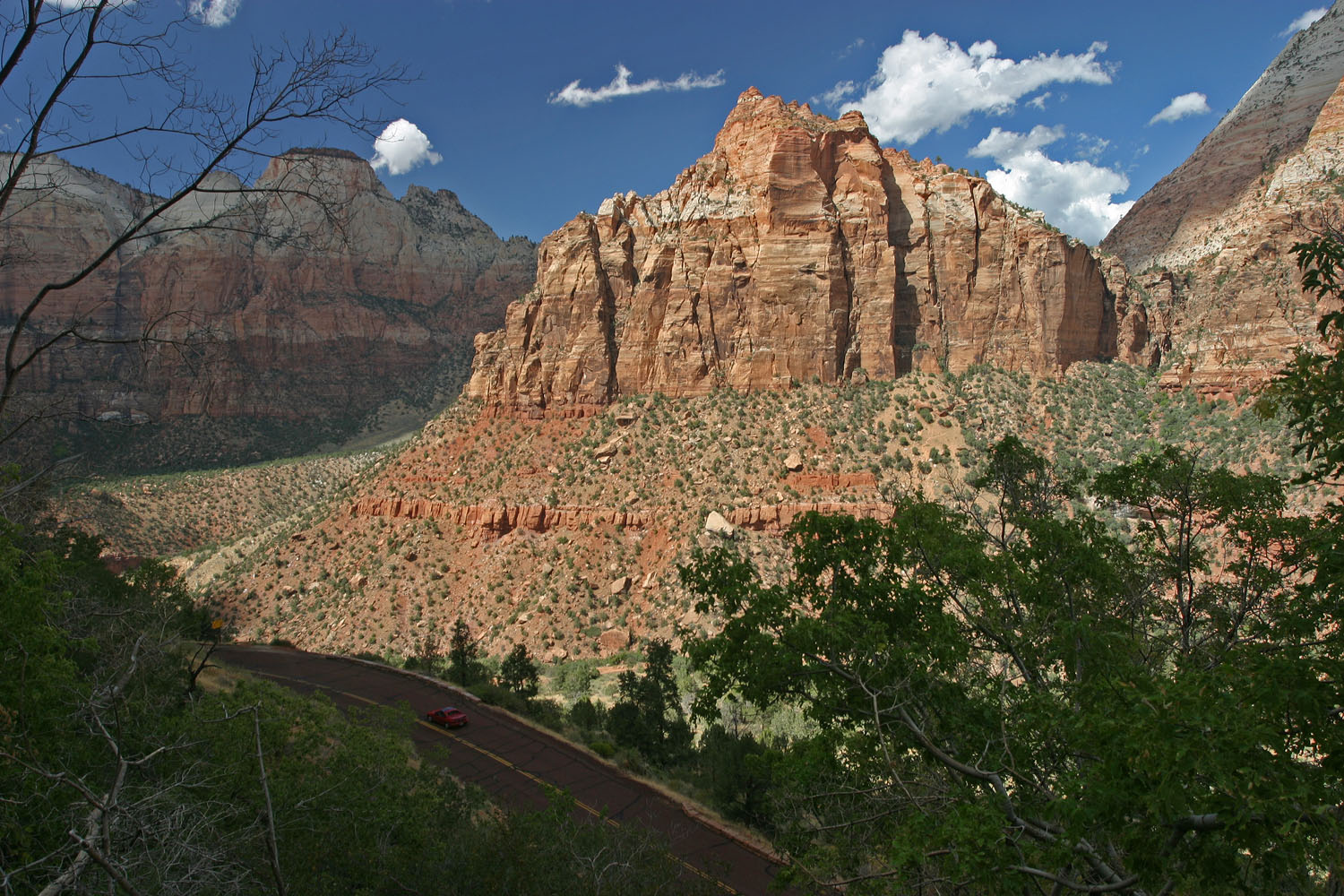
Paisaje visto desde la autopista Zion-Mt Carmel

El parque se encuentra al suroeste del estado de Utah, entre los condados de Washington, Iron y Kane. Geomorfológicamente, se encuentra entre las placas Markagunt y Kolob, en la intersección de las tres zonas geológicas de América del Norte. La parte norte del parque se conoce como los cañones de Kolob y se puede acceder a ella por la carretera Interestatal 15.
El punto más alto del parque es la montaña Rancho de Caballos («Horse Ranch Mountain»), con una altura de 2.660 metros. El punto más bajo es la elevación Coal Pits, con una altura de 1.117 metros.
Los riachuelos del área discurren por caminos rectangulares ya que aprovechan las hendiduras en las rocas. La fuente del Río Virgen se encuentra a 2700 metros de altitud. A 350 kilómetros de su nacimiento, el río se adentra en el Lago Mead después de haber discurrido 2400 metros cuesta abajo. Este desnivel de alrededor de 0,9 – 1,5% es uno de los más pronunciados de Norteamérica.
El tiempo en primavera es impredecible, alternándose días tormentosos y húmedos con días templados y soleados. El mayor índice de pluviosidad se registra en marzo. Las plantas florecen entre los meses de abril y junio. En otoño, los días son claros y templados, las noches sin embargo son frías. En verano hace calor, con temperaturas en torno a los 35°-43°. De noche, baja la temperatura hasta los 18°-21°. Desde mediados de julio a mediados de septiembre suelen desatarse tormentas eléctricas con importantes chaparrones. Los árboles comienzan a perder las hojas en septiembre salvo en el interior del cañón que lo hacen a finales de octubre. Los inviernos son fríos, las tormentas dejan precipitaciones y nieve. Incluso en invierno, los días claros pueden ser cálidos, alcanzando los 16º. Las noches sin embargo son frías, con temperaturas entre -7º y 4º. Las tormentas en invierno pueden durar días y congelar las carreteras. No obstante, por las carreteras de Zion pasan los quitanieves salvo en la carretera Kolob terrace que permanece cerrada durante todo el invierno. Las malas condiciones de la carretera duran desde noviembre hasta marzo.

### Puntos de Interés en el parque
- Estrechos del Río Virgen
- Emerald Pools (foto)(foto)
- Angels Landing (foto) (foto)
- El gran trono blanco (foto)
- Los tres patriarcas (foto)
- Arco Kolob

## Historia humana

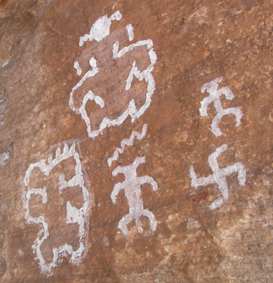
Pinturas rupestres en el parque

Los arqueólogos han dividido los asentamientos humanos en la región en cuatro periodos, en virtud de las distintas capacidades tecnológicas de los pueblos.

### Periodo Arcaico
La primera evidencia constatada de humanos en la región está datada hace 8 mil años, cuando llegaron pequeños grupos familiares de cazadores y recolectores. Hace unos 2 mil años, algunos grupos llegaron a cultivar maíz y otros granos, estableciéndose de modo sedentario en la región. Otros grupos construyeron asentamientos permanentes (también llamados pueblos y por extensión a sus constructores se les llama indios pueblo). Los arqueólogos denominan a este período como periodo arcaico, prolongándose hasta el 500 después de Cristo. En ese periodo, los habitantes creaban cestas, redes de cuerda y sandalias de fibra de yuca. Entre los artilugios encontrados, se encuentran cuchillos de piedra, puntas de flechas y taladros. A las puntas de flecha se les unía un palo de madera y se lanzaban a través de unos artilugios especiales. Estos artilugios serían el antecedente de los arcos.
Sobre el año 300, algunos de los grupos del periodo arcaico se desarrollaron hasta convertirse en la primera rama del grupo de los creadores de cestas. Los asentamientos de los creadores de cestas normalmente tenían un almacén poco profundo hecho en la tierra o con rocas llamado “pithouses”. Este pueblo era principalmente cazador y recolector aunque completaban su dieta con lo poco que cultivaban. Los piñones eran una fuente importante de consumo y de ingresos a través del comercio con otros pueblos.

### Periodo Protohistórico

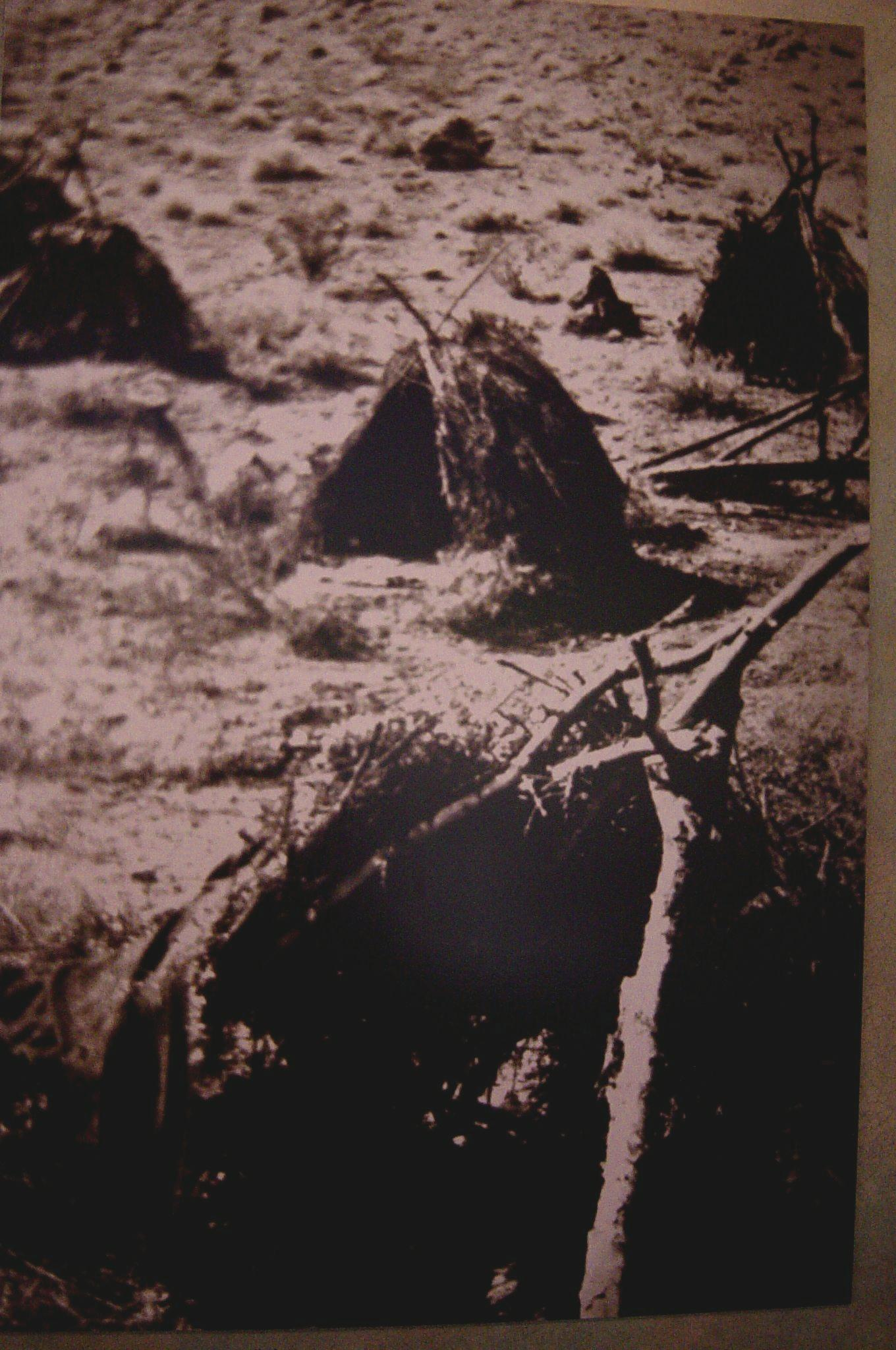
Tiendas de paja usadas por los Paiute

Los Parrusits y otras tribus del sur ocuparon el valle del río Virgin al sur del cañón Zion tras la partida de los pueblos Anasazi y Fremont. La tradición y algunas evidencias arqueológicas apuntan que eran primos de los Virgin Anasazi. Los parrusits emigraban con cada estación arriba y abajo del valle según los frutos. No obstante, también cazaban y se dedicaban en menor medida a la ganadería.
Las evidencias sugieren que los Parrusits reverenciaban al gran monolito y a las turbulentas aguas del cañón Zion. También creían que eran los responsables de las corrientes y manantiales de las que dependían hablando con las rocas, animales, agua y plantas que conformaban su hogar. Actualmente, algunos grupos de paiute meridionales aún visitan algunos sitios del parque para hacer rituales y recolectar plantas.

### Periodo Histórico

#### Primera exploración
El periodo histórico empieza a finales del siglo XVIII, con la exploración y la creación de asentamientos al sur de Utah. Los sacerdotes españoles Domínguez y Escalante pasaron cerca de lo que hoy en día es el centro de visitante del cañón Kolob el 13 de octubre de 1776, convirtiéndose en los primeros blancos que visitaron el área. En 1826, Jedediah Smith envió a 16 hombres a explorar la región y a buscar una ruta a California. Esta y otras exploraciones llevadas a cabo por mercaderes de Nuevo México dieron esplendor a la antigua ruta comercial que establecieron los españoles desde norte hasta Centroamérica, discurriendo en parte por la orilla del río Virgin.
El capitán John C. Frémont escribió sobre su expedición de 1844 en la región. Durante el siguiente siglo, los estadounidenses comenzaron la construcción de rutas comerciales a través de la región.

#### Mormones y expedición de Powell
Alrededor de 1850, granjeros mormones y agricultores de algodón de Salt Lake City se convirtieron en los primeros blancos en establecerse en la región. En 1851, las áreas de Parowan y Cedar City fueron convertidas por los mormones en sus lugares de asentamiento iniciando la ganadería vacuna, ovina y de caballos. También extrajeron minerales. Llamaron al área Kolob, que significa la estrella cerca de la residencia de Dios.
En 1858 habían ampliado sus dominios treinta millas al sur, hasta el bajo río Virgin. En aquel año, un guía del sur de Paiute llevó a Nephi Johnson, un joven misionero mormón al alto río virgin y al cañón Zion. Johnson escribió un informe detallando las buenas condiciones de la región para la agricultura y volvió un año más tarde para fundar el pueblo de Virgin. En 1860 llegaron más colonos, estableciendo las ciudades de Rockville y Springdale. Las catastróficas crecidas del río (especialmente la de los años 1860-1861) y la poca tierra susceptible de ser cultivada así como los suelos pobres hicieron que la agricultura fuera una arriesgada aventura.
Entre 1861 y 1862, Joseph Black hizo un viaje al Cañón Zion y quedó impresionado por su belleza. Sus historias sobre el cañón fueron vistas en un principio como una exageración y fruto de ello, los vecinos lo llamaron la Gloria de Joseph. El fondo del Cañón de Zion fue colonizado en 1863. Isaac Behunin fue el pionero y cultivó tabaco, caña de azúcar y frutales. La familia de Behunin vivía cerca de lo que ahora es el Zion Lodge en verano y pasaba el invierno en Springdale. Isaac Behunin le dio el nombre de Zion en referencia al lugar de paz que está mencionado en la Biblia.

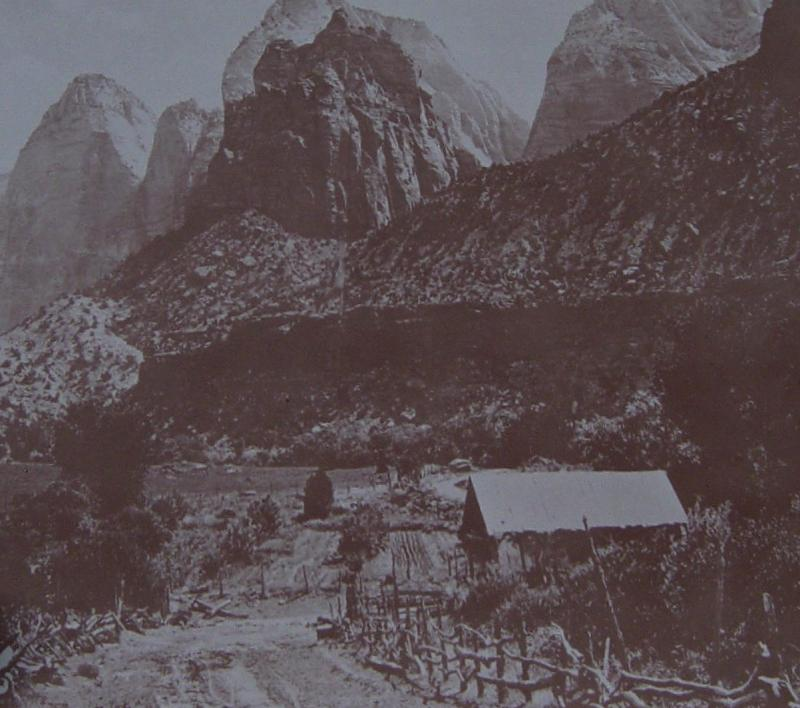
El rancho de los Crawford

Otras dos familias se mudaron al cañón en los siguientes años, llevando con ellos ganado vacuno y otros animales domésticos. El fondo del cañón fue cultivado hasta que se declaró monumento en 1909.
La expedición de Powell llegó al área en 1869 después de un primer viaje a través del Gran Cañón. Powell volvió en septiembre de 1872 y descendió por el brazo este del Río Virgen hasta la ciudad de Shunesberg. Le dio el nombre de Mukuntuweap pensando que ese era el nombre Paiute original. En el mismo año, el geólogo Gilbert, descendió el brazo norte del río haciendo el primer descenso de los estrechos.
Los fotógrafos contratados por Powell, Jack Hillers y James Fennemore, visitaron por primera vez la zona en 1892. El primero de ellos volvió un año más tarde para añadir más fotos a la serie “Río Virgen”. La geóloga Clarence Dutton cartografió la zona.

#### Protección y turismo

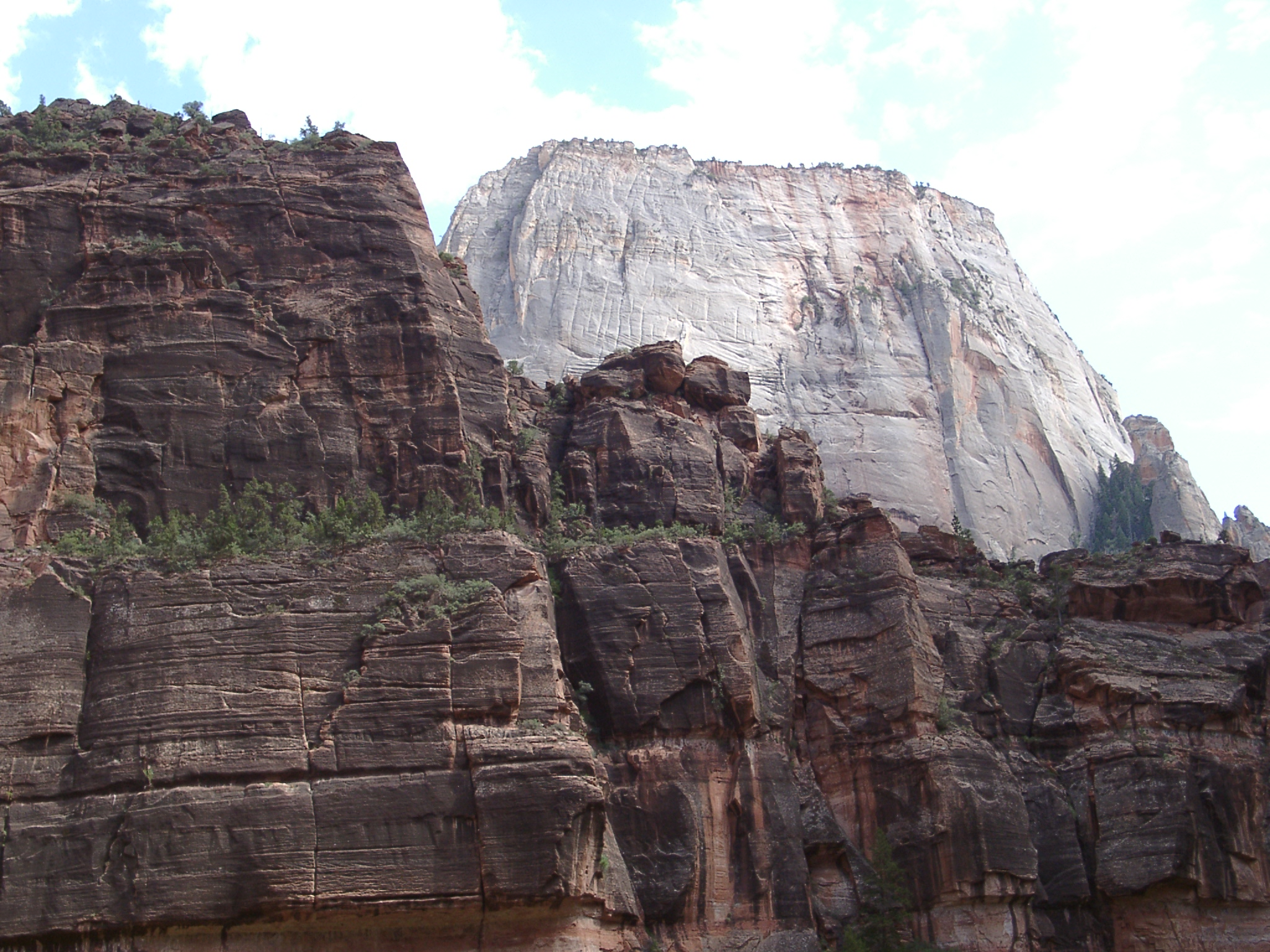
El Gran Trono Blanco

Los dibujos que hizo del cañón Frederick S. Dellenbaugh fueron mostrados en 1904 unidos a un artículo. Este material, además de fotografías e informes, fueron presentadas al presidente de Estados Unidos, William Howard Taft, que proclamó el monumento nacional Mukuntuweap, el 31 de julio de 1909. En 1917, el director del entonces recientemente creado Servicio de Parques Nacionales visitó el cañón y propuso cambiar su nombre a Zion. Esto ocurrió al año siguiente. El Congreso de Estados Unidos amplió el territorio y creó el parque nacional Zion el 19 de noviembre de 1919. En 1937 se creó otro monumento nacional, el monumento nacional de los cañones Kolob, que sería incluido en el parque en 1956.
Debido a lo remoto de su localización, antes de la declaración de parque nacional las visitas eran muy reducidas. Había carencia de lugares donde residir así como de carreteras. En 1910 se empezaron a construir carreteras para automóviles y la de Zion estuvo lista en 1917.

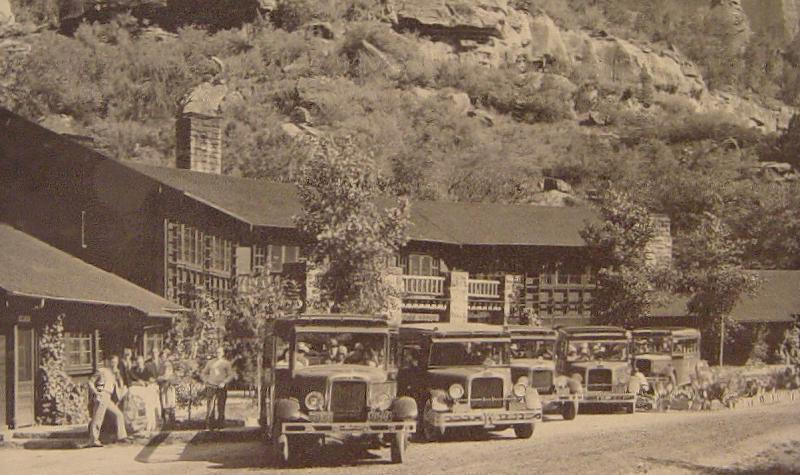
Autobuses turísticos en el parque en 1929.

En el verano de 1917, los turismos pudieron llegar al cañón Zion y se creó el campamento Wylie, donde se daba alojamiento a los visitantes. La compañía Utah Parks adquirió el campamento y ofrecía tours de diez días en tren o autobús a Zion, Bryce, Kaibab y la parte norte del Gran Cañón. La zona residencial de Zion fue construida en 1925 en el lugar donde antes se levantaba el campamento Wylie. El arquitecto Gilbert Stanley Underwood lo diseñó en estilo rústico. En 1968, a causa de un incendio se destruyó el edificio principal pero fue reconstruido inmediatamente. Las cabinas occidentales (foto) sobrevivieron al incendio y se añadieron al registro nacional de lugares históricos.
Los trabajos en la que es hoy la ruta estatal número 9 de Utah, conocida como la autopista Zion-Mt. Carmel comenzaron en 1927 para dar un acceso a las zonas orientales y meridionales del parque. Quizás, lo más característico de esta autopista es el túnel de 1,8 kilómetros de longitud, que posee 6 grandes ventanales horadados en la piedra. Una carretera serpenteante llega hasta el fondo del cañón.
En 1896, el ranchero local John Winder mejoró el camino original que subía hasta el cañón Echo, para poder ir a caballo hasta el borde oriental y poder descender al Long Valley. Este camino fue mejorado por segunda vez en 1925 y se llamó el sendero del borde oriental. En 1925 también se crearon otros senderos como el de Lady Mountain. La autopista fue ampliada hasta el templo de Sinawava y se creó un sendero hasta el principio de los estrechos del río. El año siguiente se construyó el sendero de Angels Landing y dos puentes suspendidos sobre el río Virgin. El sendero del cañón oculto fue construido en 1928. Los senderos a los bordes oriental y occidental fueron acondicionados para montar a caballo y en algunos puntos están pavimentados con rocas.
En 1950 se creó un centro de visitantes, enfrente de los templos y torres de Virgin. Las comodidades del centro fueron rediseñadas en el año 2000, convirtiendo el centro de visitantes en un museo de historia humana. (foto) y las funciones del centro de visitantes fueron trasladadas a un edificio adjunto iluminado con energía solar.
En la década de los 90 se reconocieron los graves problemas de tráfico y en el año 2000 se pusieron en funcionamiento unos autobuses alimentados con gas propano. De abril a octubre, la carretera que sube hasta la parte alta del cañón permanece cerrada y los turistas deben tomar los autobuses especiales. Con este nuevo sistema, se ha devuelto la calma a esa zona del cañón.
La carretera de 8 kilómetros hasta el cañón Kolob fue construida a mediados de los años 60 del siglo pasado.

## Geología

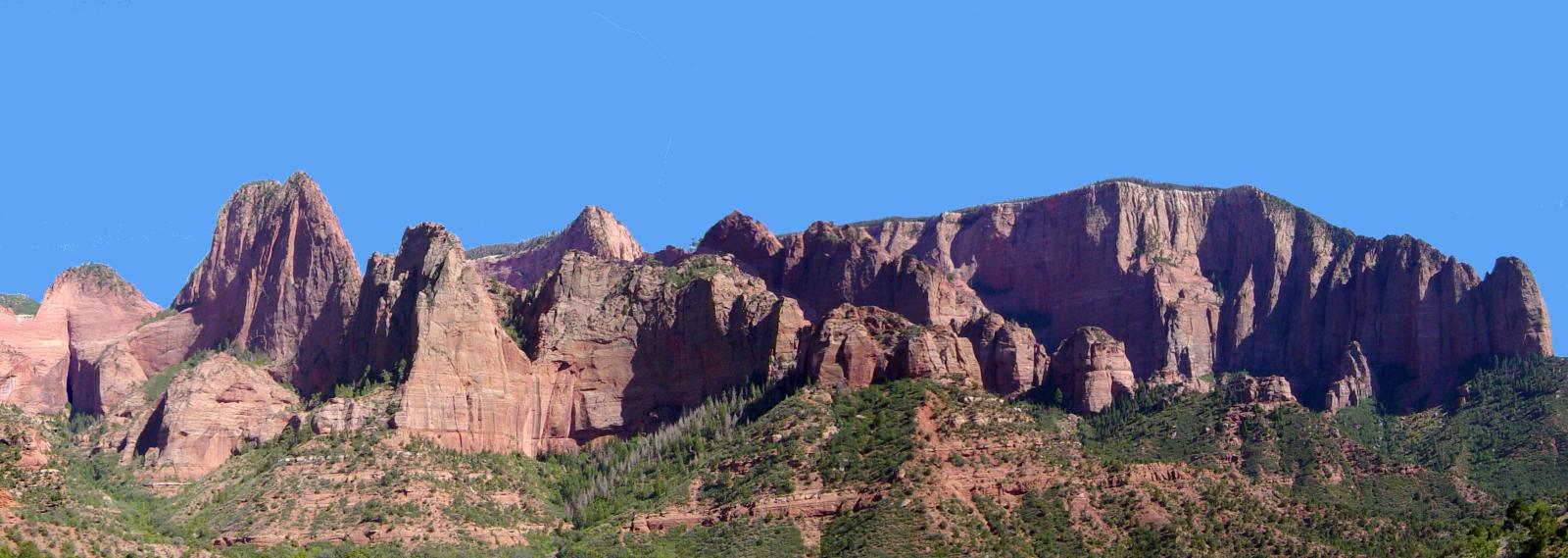
Cañones Kolob.

Las nueve formaciones rocosas visibles en el parque nacional Zion forman parte de una súper secuencia de unidades rocosas llamadas la Gran Staircase. Se estima su antigüedad en 150 millones de años, proviniendo la mayor parte de sedimentaciones de la Era Mesozoica. Los sedimentos en esta área fueron depositados en distintos momentos y con distintos ecosistemas:

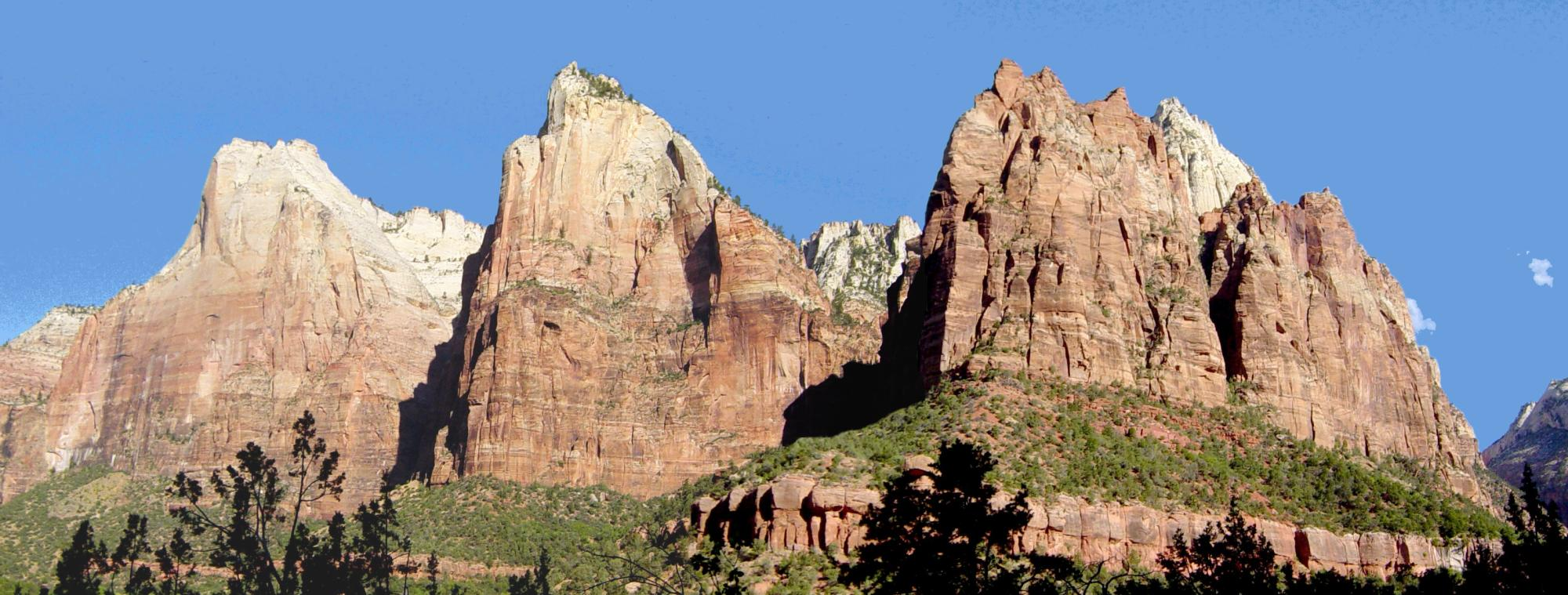
Los tres patriarcas.

- Los pantanos cálidos de las formaciones Kaibab y Moenkopi.
- Riachuelos, estanques y lagos de las formaciones Chinle, Moenave y Kayenta.
- El vasto desierto de las formaciones Navajo y Temple Cap.
- Las riberas secas de la formación Carmel.

Los movimientos de la placa del Colorado, provocaron el alzamiento de toda la región hasta 3 mil metros sobre el nivel del mar. Esto provocó que se creara el gran desnivel sobre el que discurre el río Virgin.
La velocidad de las corrientes aumentó con la elevación del terreno, llevándose todas las formaciones de la Era Cenozoica. Por este motivo se abrió el cañón Zion en el brazo norte del río Virgin. Durante la última etapa del proceso, la lava proveniente de volcanes cercanos rellenó algunas zonas.
El gran volumen de agua de las temporadas húmedas realiza la mayor parte del trabajo de horadación del cañón, llevándose la mayor parte de los 3 millones de toneladas de rocas y sedimentos que transporta el río al año. El río Virgen corta el cañón más rápido que sus tributarios, provocando que estos ríos terminen en cataratas que desaguan en el río Virgin. Los valles de estos ríos, más altos que el cañón principal se denominan valles colgantes.
|                      | Capa de roca                                                                       | Apariencia                                                                                      | Dónde verlos                                                   | Origen                  | Tipo de roca         | Imagen |
| Formación Dakota     | Acantilado                                                                         | Cumbre del Horse Ranch Mountain                                                                 | Riachuelos                                                     | Conglomerado y arenisca | arenisca en Dakota   |        |
| Formación Carmel     | Acantilados                                                                        | Mt. Carmel Junction                                                                             | Pantano y desierto ribereño                                    | Arenisca, yeso y caliza | Formación Carmel     |        |
| Formación Temple Cap | Acantilados                                                                        | Cumbre del West Temple                                                                          | Desierto                                                       | Arenisca                | Temple Cap           |        |
| Arenisca Navajo      | Acantilados empinados (490 a 670 m). Las capas rojizas se deben al óxido de hierro | Altos acantilados del cañón Zion; la máxima expresión es West Temple y Checkerboard Mesa (foto) | Desierto y dunas que cubrían 390.000 km² creados por el viento | Arenisca                | Arenisca navajo      |        |
| Kayenta              | Laderas rocosas                                                                    | En el cañón                                                                                     | Riachuelos                                                     | Arenisca                | Keyenta              |        |
| Moenave              | Laderas y salientes                                                                | Pequeños acantilados rojos vistos desde el museo de historia del hombre                         | Riachuelos y estanques                                         | Arenisca                | Moenave              |        |
| Chinle               | salientes                                                                          | Rockville                                                                                       | Riachuelos                                                     | Conglomerado            | Chinle               |        |
| Moenkopi             | Acantilados marrones con bandas blancas                                            | Laderas rocosas desde Virgin hasta Rockville                                                    | Pantano                                                        | arenisca y caliza       | Moenkopi             |        |
| Kaibab               | Acantilados                                                                        | Acantilados huracán desde la I-15 cerca del cañón Kolob                                         | Pantano                                                        | Caliza                  | Hurricane/Kaibab Fm. |        |

## Biología

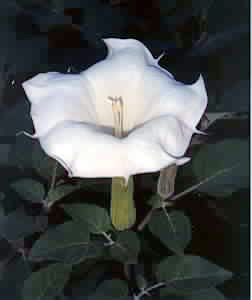
Flora del parque

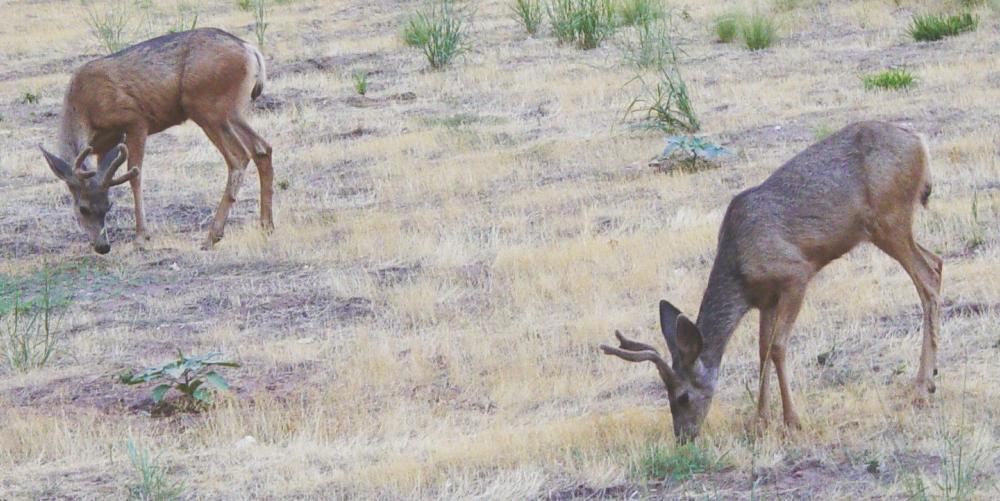
Ciervos pastando en el parque

La Gran Cuenca, Desierto de Mojave y la placa del Colorado convergen en el área de los cañones de Zion y Kolob. Esto, unido a la variada topografía del cañón ha creado diferentes hábitats donde se desarrolla una variada mezcla de plantas y animales. En 1999, unos biólogos contaron 289 especies de aves, 75 mamíferos y 32 reptiles. Estos organismos se desarrollan en una de las cuatro regiones biológicas:
- Desierto
- Riberas
- Bosques
- Bosques de coníferas

Las condiciones desérticas se encuentran en los fondos de los cañones así como en las laderas rocosas que están alejados de las corrientes de agua. En estas zonas crecen varias especies de cactus y otras especies propias de ecosistemas desérticos. Entre los mamíferos destaca el coyote y el zorro gris.
En las medianías, entre los 1190 y 1680 metros de altitud, las condiciones son más frías. Existen bosques de pinos piñoneros, manzanitas y yucas. Estos bosques son el hábitat de los ciervos, águilas reales y halcones peregrinos. También hay 19 especies de murciélagos.
En las zonas ribereñas se desarrolla vegetación típica de las orillas de los cursos de agua como por ejemplo los juncos. Las zonas ribereñas son también hábitat de los ciervos.

## Actividades

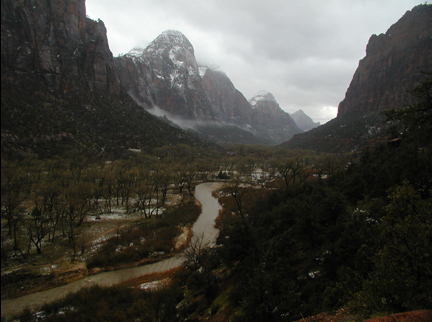
El río Virgin atravesando el parque nacional

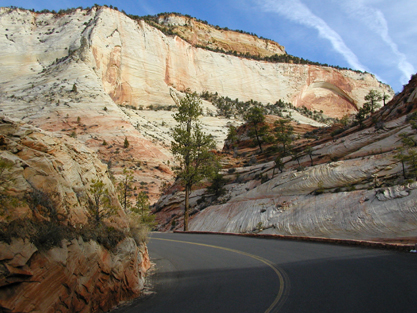
Autopista Zion-Monte Camel

La gente que visita acuda al parque entre los meses de marzo a octubre deberán utilizar el servicio de autobuses para acceder al cañón. El resto del año se permite la entrada de vehículos privados. La mayor parte del parque permite el acceso de vehículos privados todo el año. La excepción son los autobuses, que deben circular entre las 8 de la mañana y las 8 de la tarde.
Las zonas más vírgenes del parque son la terraza Kolob y el cañón kolob. Las zonas de pícnic están convenientemente señalizadas.
Hay más de 240 kilómetros de senderos en buen estado para poder acceder a zonas donde no pueden llegar los vehículos. En el cañón Zion hay siete senderos que se encuentran entre los más visitados. El tiempo medio de recorrido ida y vuelta abarca desde media hora hasta cuatro horas. Otros dos senderos muy famosos, el de Taylor Creek y el del Arco Kolob (9 horas de duración) se encuentran en la zona del cañón de Kolob. Se puede practicar escalada en algunas zonas delimitadas. El piragüismo está permitido en algunos cañones.
El Zion Lodge es el único lugar donde se puede pernoctar. Está abierto todo el año y posee un restaurante, una cafetería y una tienda. El principal problema es que se llena con rapidez. Hay tres zonas de camping habilitadas. Para acampar en medio del campo hace falta un permiso especial.
Se pueden dar paseos a caballo y entre los meses de marzo a noviembre hay programas nocturnos. Para los niños de entre 6 y 12 años hay programas especiales.
Los vigilantes del parque y los trabajadores de los centros de visitantes pueden ayudar a los turistas en la planificación de su estancia. Hay una librería en la que se puede conseguir material sobre el parque.
En la ciudad cercana de Springdale se pueden encontrar servicios adicionales de alojamiento, comida y entretenimiento.

### Galería
- Fotografías (en inglés)

- Datos: Q205325
- Multimedia: Zion National Park / Q205325
- Guía turística: Parque nacional Zion